# Slobidka, Rozdilna
Slobidka (în ucraineană Слобідка) este un sat în comuna Rozdilna din raionul Rozdilna, regiunea Odesa, Ucraina.

## Demografie
Componența lingvistică a localității Slobidka
     Ucraineană (90,17%)
     Rusă (5,78%)
     Română (4,05%)
Conform recensământului din 2001, majoritatea populației localității Slobidka era vorbitoare de ucraineană (90,17%), existând în minoritate și vorbitori de rusă (5,78%) și română (4,05%).